# Monasterio de San Giorgio
El Monasterio de San Jorge es un monasterio benedictino en Venecia, Italia, ubicado en la isla de San Giorgio Maggiore. Se encuentra junto a la Iglesia de San Giorgio Maggiore, que sirve a la comunidad monástica. La mayoría de los antiguos edificios monásticos sirven actualmente como sede de la Fundación Cini.

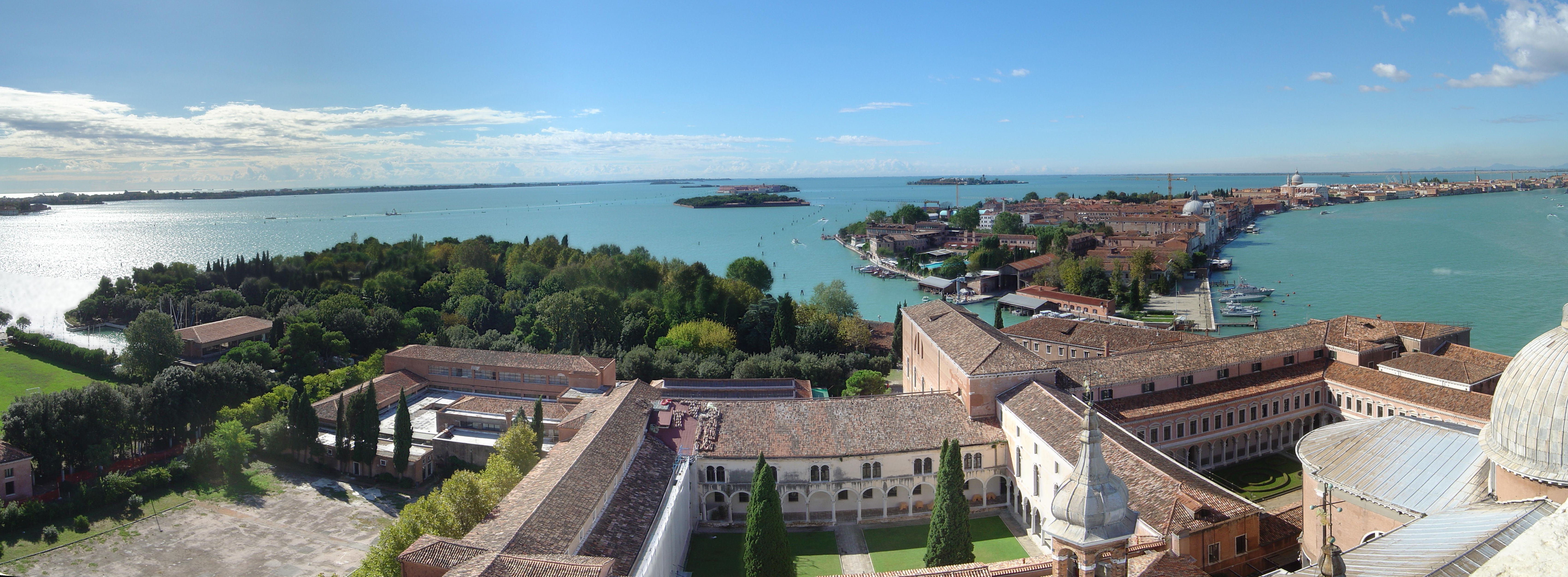
Vista del Monasterio de San Giorgio Maggiore desde el campanario.

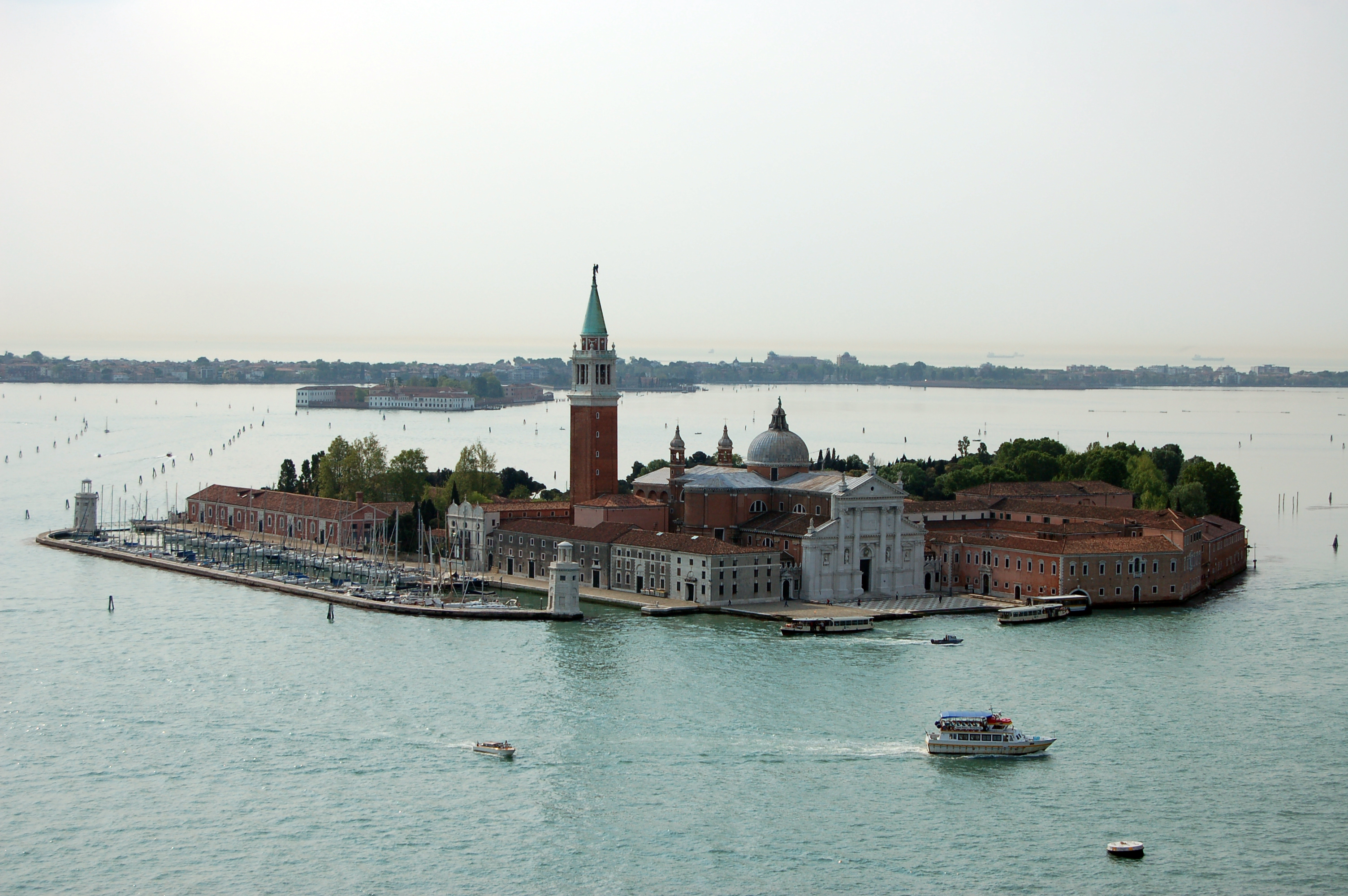
Vista de la isla.

## Historia del monasterio

### Origen
El monasterio fue fundado en el año 982 d. C. tras la donación de la isla por parte del Dux Tribuno Memmo a petición del beato Juan Morosini, OSB, quien deseaba establecer un monasterio allí y se convirtió en el primer abad. Entre los primeros monjes de la comunidad que se desarrolló allí se encontraba San Gerardo de Csanád (en húngaro: Szent Gellért) (980-1046), obispo y mártir que contribuyó a establecer el cristianismo en Hungría. Fue asesinado en Budapest —en la colina que ahora lleva su nombre— durante una insurrección pagana contra el rey veneciano que entonces gobernaba a los húngaros.

### Prestigio

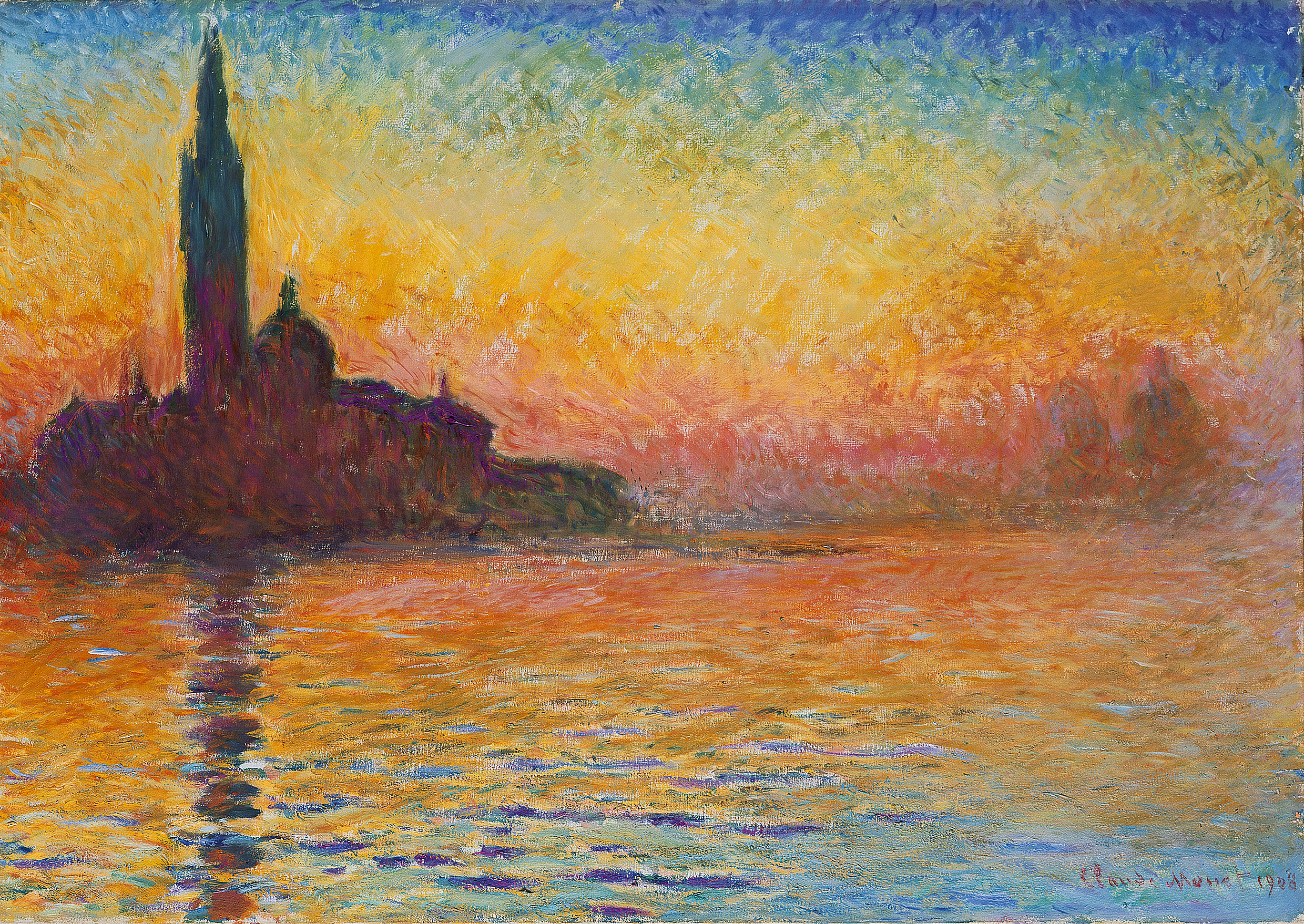
San Giorgio Maggiore al anochecer, Claude Monet, 1908–1912.

Con el paso de los siglos, el monasterio se convirtió en un centro teológico, cultural y artístico de gran importancia en Europa. Los monjes gozaban de considerable autonomía y estrechos vínculos con Florencia y Padua, por lo que se convirtió en un lugar predilecto para la estancia de dignatarios extranjeros durante su estancia en la ciudad. En 1177, el papa Alejandro III y Federico Barbarroja se reunieron aquí. En 1204, el dux Enrico Dandolo obtuvo las reliquias de Santa Lucía para el monasterio; estas fueron trasladadas en 1279 a Santa Lucía en Cannaregio.
En 1223, un violento terremoto destruyó el monasterio. En 1433, Cosme de Médici, exiliado de Florencia, se refugió aquí. Entre 1560 y 1562, Andrea Palladio construyó un nuevo refectorio, para el cual Paolo Veronese pintó la imponente obra "Las bodas de Caná", que se exhibió allí. En 1566, Palladio comenzó la construcción de la nueva iglesia, quien posteriormente diseñó también el claustro "palladiano" . Entre 1641 y 1680, Baldassarre Longhena diseñó la nueva biblioteca, la escalera principal, la fachada del monasterio, el noviciado, la enfermería y las habitaciones de los huéspedes.
Tras la caída de la República de Venecia en 1797, el monasterio fue despojado de sus libros y obras de arte más preciadas. Napoleón envió "Las bodas de Caná" a París, y actualmente se exhibe en el Museo del Louvre. Sin embargo, ahora es posible admirar una copia en el refectorio, que se encuentra en el lugar para el que se creó originalmente la pintura.
El monasterio era tan importante que, en 1799, mientras Roma estaba ocupada por el Ejército Revolucionario Francés, se reunió allí el cónclave papal que eligió al Papa Pío VII. Los cardenales se reunían en el chorum nocturnis (o coro nocturno), donde aún se exhibe el notable lienzo [[San Jorge matando al dragón de [[Vittore Carpaccio.

### Declive
Sin embargo, en 1806 el monasterio fue suprimido y los monjes expulsados; muchos de los tesoros que aún conservaba fueron vendidos o robados. Solo unos pocos monjes pudieron permanecer para servir en la iglesia, mientras que el propio monasterio se convirtió en un depósito de armas. Durante más de un siglo fue utilizado como guarnición militar, sufriendo un grave deterioro.

### Renacimiento
En 1951, el gobierno italiano cedió el monasterio a la Fundación Cini, que lo restauró y resucitó su patrimonio cultural. Los días 29 y 30 de mayo de 1956, se celebró en el Monasterio de San Giorgio la Conferencia de Venecia de Ministros de Asuntos Exteriores de los seis Estados miembros de la Comunidad Europea del Carbón y del Acero (CECA) para debatir el Informe Spaak del Comité Spaak.
Los antiguos y más pequeños edificios monásticos a la izquierda y detrás de la basílica todavía sirven como un pequeño monasterio de monjes benedictinos, que continúan ofreciendo hospitalidad como parte de su misión.